# Campeonato Europeo de Balonmano Masculino Sub-20 de 2024
El Campeonato Europeo de Balonmano Masculino Sub-20 de 2024 es la 14ª edición del Campeonato Europeo de Balonmano Masculino Sub-20 que tiene lugar en Celje y Lasko, en Eslovenia.

## Fase de grupos

### Grupo A
| Equipo              | J | G | E | P | GF | GC | DG  | PTS |
| ------------------- | - | - | - | - | -- | -- | --- | --- |
| Austria             | 3 | 2 | 1 | 0 | 81 | 61 | +20 | 5   |
| Macedonia del Norte | 3 | 1 | 2 | 0 | 75 | 65 | +10 | 4   |
| Croacia             | 3 | 1 | 1 | 1 | 81 | 77 | +4  | 3   |
| Montenegro          | 3 | 0 | 0 | 3 | 65 | 99 | -34 | 0   |

- Resultados

| Fecha | Hora  | Partido             | Partido | Partido             | Resultado |
| ----- | ----- | ------------------- | ------- | ------------------- | --------- |
| 10.07 | 12:00 | Montenegro          | -       | Macedonia del Norte | 21-31     |
| 10.07 | 16:40 | Croacia             | -       | Austria             | 23-27     |
| 11.07 | 12:00 | Macedonia del Norte | -       | Croacia             | 24-24     |
| 11.07 | 16:40 | Austria             | -       | Montenegro          | 34-18     |
| 13.07 | 14:20 | Austria             | -       | Macedonia del Norte | 20-20     |
| 13.07 | 16:20 | Croacia             | -       | Montenegro          | 34-26     |

### Grupo B
| Equipo   | J | G | E | P | GF | GC  | DG  | PTS |
| -------- | - | - | - | - | -- | --- | --- | --- |
| Portugal | 3 | 3 | 0 | 0 | 93 | 67  | +26 | 6   |
| Alemania | 3 | 2 | 0 | 1 | 89 | 73  | +16 | 4   |
| Serbia   | 3 | 1 | 0 | 2 | 94 | 86  | +8  | 2   |
| Grecia   | 3 | 0 | 0 | 3 | 66 | 116 | -50 | 0   |

- Resultados

| Fecha | Hora  | Partido  | Partido | Partido  | Resultado |
| ----- | ----- | -------- | ------- | -------- | --------- |
| 10.07 | 14:20 | Portugal | -       | Grecia   | 40-22     |
| 10.07 | 19:00 | Alemania | -       | Serbia   | 33-29     |
| 11.07 | 14:20 | Serbia   | -       | Portugal | 28-32     |
| 11.07 | 19:00 | Grecia   | -       | Alemania | 23-39     |
| 13.07 | 12:00 | Serbia   | -       | Grecia   | 37-21     |
| 13.07 | 19:00 | Alemania | -       | Portugal | 17-21     |

### Grupo C
| Equipo      | J | G | E | P | GF  | GC  | DG  | PTS |
| ----------- | - | - | - | - | --- | --- | --- | --- |
| España      | 3 | 3 | 0 | 0 | 113 | 81  | +32 | 6   |
| Francia     | 3 | 2 | 0 | 1 | 100 | 100 | 0   | 4   |
| Islas Feroe | 3 | 1 | 0 | 2 | 91  | 99  | -8  | 2   |
| Suiza       | 3 | 0 | 0 | 3 | 81  | 105 | -24 | 0   |

- Resultados

| Fecha | Hora  | Partido     | Partido | Partido     | Resultado |
| ----- | ----- | ----------- | ------- | ----------- | --------- |
| 10.07 | 12:00 | Islas Feroe | -       | Suiza       | 30-29     |
| 10.07 | 16:40 | España      | -       | Francia     | 37-31     |
| 11.07 | 12:00 | Suiza       | -       | España      | 20-40     |
| 11.07 | 16:40 | Francia     | -       | Islas Feroe | 34-31     |
| 13.07 | 14:20 | Francia     | -       | Suiza       | 35-32     |
| 13.07 | 16:40 | España      | -       | Islas Feroe | 36-30     |

### Grupo D
| Equipo          | J | G | E | P | GF  | GC | DG  | PTS |
| --------------- | - | - | - | - | --- | -- | --- | --- |
| Noruega         | 3 | 3 | 0 | 0 | 106 | 87 | +19 | 6   |
| Hungría         | 3 | 2 | 0 | 1 | 91  | 85 | +6  | 4   |
| Rumania         | 3 | 1 | 0 | 2 | 86  | 99 | -13 | 2   |
| República Checa | 3 | 0 | 0 | 3 | 84  | 96 | -12 | 0   |

- Resultados

| Fecha | Hora  | Partido         | Partido | Partido         | Resultado |
| ----- | ----- | --------------- | ------- | --------------- | --------- |
| 10.07 | 14:20 | Noruega         | -       | Rumania         | 35-27     |
| 10.07 | 19:00 | Hungría         | -       | República Checa | 27-24     |
| 11.07 | 14:20 | República Checa | -       | Noruega         | 28-36     |
| 11.07 | 19:00 | Rumania         | -       | Hungría         | 26-32     |
| 13.07 | 12:00 | República Checa | -       | Rumania         | 32-33     |
| 13.07 | 19:00 | Hungría         | -       | Noruega         | 32-35     |

### Grupo E
| Equipo    | J | G | E | P | GF  | GC  | DG  | PTS |
| --------- | - | - | - | - | --- | --- | --- | --- |
| Dinamarca | 3 | 3 | 0 | 0 | 109 | 73  | +36 | 6   |
| Eslovenia | 3 | 2 | 0 | 1 | 96  | 100 | -4  | 4   |
| Italia    | 3 | 1 | 0 | 2 | 86  | 102 | -16 | 2   |
| Israel    | 3 | 0 | 0 | 3 | 84  | 100 | -16 | 0   |

- Resultados

| Fecha | Hora  | Partido   | Partido | Partido   | Resultado |
| ----- | ----- | --------- | ------- | --------- | --------- |
| 10.07 | 14:20 | Dinamarca | -       | Italia    | 38-21     |
| 10.07 | 19:15 | Eslovenia | -       | Israel    | 33-31     |
| 11.07 | 14:20 | Israel    | -       | Dinamarca | 27-37     |
| 11.07 | 19:00 | Italia    | -       | Eslovenia | 35-38     |
| 13.07 | 12:00 | Italia    | -       | Israel    | 30-26     |
| 13.07 | 19:00 | Dinamarca | -       | Eslovenia | 34-25     |

### Grupo F
| Equipo   | J | G | E | P | GF  | GC  | DG  | PTS |
| -------- | - | - | - | - | --- | --- | --- | --- |
| Suecia   | 3 | 3 | 0 | 0 | 108 | 65  | +43 | 6   |
| Islandia | 3 | 2 | 0 | 1 | 109 | 87  | +22 | 4   |
| Polonia  | 3 | 1 | 0 | 2 | 94  | 97  | -3  | 2   |
| Ucrania  | 3 | 0 | 0 | 3 | 60  | 122 | -62 | 0   |

- Resultados

| Fecha | Hora  | Partido  | Partido | Partido  | Resultado |
| ----- | ----- | -------- | ------- | -------- | --------- |
| 10.07 | 12:00 | Islandia | -       | Ucrania  | 49-22     |
| 10.07 | 16:40 | Suecia   | -       | Polonia  | 38-26     |
| 11.07 | 12:00 | Ucrania  | -       | Suecia   | 16-37     |
| 11.07 | 16:40 | Polonia  | -       | Islandia | 32-37     |
| 13.07 | 14:20 | Polonia  | -       | Ucrania  | 36-22     |
| 13.07 | 16:20 | Suecia   | -       | Islandia | 33-23     |

## Main Round

### Grupo M1
| Equipo   | J | G | E | P | GF  | GC  | DG  | PTS |
| -------- | - | - | - | - | --- | --- | --- | --- |
| Portugal | 3 | 2 | 1 | 0 | 102 | 93  | +9  | 5   |
| España   | 3 | 2 | 0 | 1 | 111 | 94  | +17 | 4   |
| Austria  | 3 | 1 | 0 | 2 | 83  | 94  | -11 | 2   |
| Islandia | 3 | 0 | 1 | 2 | 89  | 104 | -15 | 1   |

- Resultados

| Fecha | Hora  | Partido  | Partido | Partido  | Resultado |
| ----- | ----- | -------- | ------- | -------- | --------- |
| 15.07 | 12:00 | Austria  | -       | España   | 26-37     |
| 15.07 | 14:20 | Portugal | -       | Islandia | 33-33     |
| 16.07 | 12:00 | Islandia | -       | Austria  | 26-34     |
| 16.07 | 14:20 | España   | -       | Portugal | 37-38     |
| 18.07 | 12:00 | Austria  | -       | Portugal | 23-31     |
| 18.07 | 14:20 | España   | -       | Islandia | 37-30     |

### Grupo M2
| Equipo    | J | G | E | P | GF | GC | DG | PTS |
| --------- | - | - | - | - | -- | -- | -- | --- |
| Dinamarca | 3 | 2 | 0 | 1 | 95 | 87 | +8 | 4   |
| Alemania  | 3 | 1 | 1 | 1 | 80 | 81 | -1 | 3   |
| Suecia    | 3 | 1 | 1 | 1 | 91 | 93 | -2 | 3   |
| Noruega   | 3 | 1 | 0 | 2 | 87 | 92 | -5 | 2   |

- Resultados

| Fecha | Hora  | Partido   | Partido | Partido   | Resultado |
| ----- | ----- | --------- | ------- | --------- | --------- |
| 15.07 | 16:40 | Noruega   | -       | Suecia    | 37-34     |
| 15.07 | 19:00 | Dinamarca | -       | Alemania  | 33-28     |
| 16.07 | 16:40 | Suecia    | -       | Dinamarca | 30-29     |
| 16.07 | 19:00 | Alemania  | -       | Noruega   | 25-21     |
| 18.07 | 16:40 | Noruega   | -       | Dinamarca | 29-33     |
| 18.07 | 19:00 | Suecia    | -       | Dinamarca | 27-27     |

## Fase final
|  | Semifinales | Semifinales |             |    | Final | Final |
|  |             |             |             |    |       |       |
|  | 19 de julio |             |             |    |       |       |
|  |             |             |             |    |       |       |
|  | Portugal    | 29          |             |    |       |       |
|  | Portugal    | 29          | 21 de julio |    |       |       |
|  | Alemania    | 24          |             |    |       |       |
|  | Alemania    | 24          | Portugal    | 31 |       |       |
|  | 19 de julio |             | Portugal    | 31 |       |       |
|  |             | España      | 35          |    |       |       |
|  | Dinamarca   | España      | 35          | 34 |       |       |
|  | Dinamarca   |             |             | 34 |       |       |
|  | España      | 36          |             |    |       |       |
|  | España      | 36          | 3ª plaza    |    |       |       |
|  |             |             |             |    |       |       |
|  | 21 de julio |             |             |    |       |       |
|  |             |             |             |    |       |       |
|  | Alemania    | 23          |             |    |       |       |
|  | Alemania    | 23          |             |    |       |       |
|  | Dinamarca   | 26          |             |    |       |       |

| Europeo sub-20 2024 |
| ------------------- |
|                     |
| España 4.o Título   |

## Medallistas
| España | Portugal | Dinamarca |
| Jokin Aja Josu Arzoz Ian Barrufet Ferrán Castillo Djordje Cikusa Petar Cikusa Alberto Delgado Molina Eduardo Escobedo Xavier González Unciti Óscar Grau Ibáñez Pablo Guijarro Pablo Herrero Polvorosa Miguel Ángel Martín Duque Javier Miñambres Pau Panitti Álvaro Pérez Méndez Víctor Romero | Ricardo Brandão Tomás de Campos Gabriel Conceição Bruno Correia José Luis Correia Afonso María Freire Martim Gonçalves António Machado Filipe Monteiro Miguel Oliveira Nuno Oliveira Diogo Rêma Ricardo Rocha João Martim Rodrigues Bernardo Miguel Simão de Almeida Rafael Vasconcelos | Mads Bjergfelt Morten Kaalund Dahlgaard Malte Julius Johnson Eichhorst Simon Skovhus Jensen Andreas Aagreen Johansen Emil Buster Kristensen Mads Aarhus Lauridsen Hjalte Lykke Simon Meinby Lundorf Frederik Emil Pedersen Mathias Kragh Pedersen Magnus Rahbek Sand Tobias Gregers Schmidt Tobias Tombak Kristoffer Vestergaard Lasse Sunesen Vilhelmsen |
| Javier Fernández López (seleccionador) | Ricardo Candeias (seleccionador) | Simon Schøler Raadahl Sørensen (seleccionador) |

## Clasificación general
| Posición | Equipo              |
| -------- | ------------------- |
|          | España              |
|          | Portugal            |
|          | Dinamarca           |
| 4        | Alemania            |
| 5        | Suecia              |
| 6        | Austria             |
| 7        | Islandia            |
| 8        | Noruega             |
| 9        | Macedonia del Norte |
| 10       | Francia             |
| 11       | Croacia             |
| 12       | Hungría             |
| 13       | Serbia              |
| 14       | Polonia             |
| 15       | Eslovenia           |
| 16       | Rumania             |
| 17       | Suiza               |
| 18       | Islas Feroe         |
| 19       | República Checa     |
| 20       | Italia              |
| 21       | Israel              |
| 22       | Ucrania             |
| 23       | Grecia              |
| 24       | Montenegro          |